# Соборний проспект (Болград)
У Вікіпедії є статті про інші проспекти з назвою Соборний проспект
Соборний проспект — центральна вулиця Болграду. Вулиця являє собою широкий проспект із зеленою зоною і пішохідною алеєю посередині. Починається на півночі міста від в'їзду із боку села Табаки, за квартал до перетину із вулицею Північною, і закінчується перетином із вулицею Училищною у південній частині місті. На цій вулиці знаходяться одразу два пам'ятники Леніну. Проспект двічі переривається: один раз — парком Свободи із Миколаївською церквою, другий раз — площею Данила Крижанівського із сквером і Спасо-Преображенським собором.
На проспекті розташовані найвідоміші туристичні об'єкти міста, такі як історичні будівлі винного погребу, ресторану, шпиталь Міністерства оборони України (колишній будинок із лавками).

## Назви вулиці
До 1917 року проспект існував під назвою Бульварна вулиця (рос. Бульварная улица). За часів Румунського Королівства носив назву Бульвар Фердінанда I (рум. Bulevardul Ferdinand I), на честь короля Румунії Фердінанда I. За часів радянської влади і до 2016 року проспект мав назву Леніна. 
1 лютого 2016 року, на виконання закону про декомунізацію, було запропоновано змінити назву проспекту на Соборний. Пам'ятники Леніну вирішено демонтувати і перенести до музею Бойової слави. 25 лютого 2016 Болградська міська рада затвердила нову назву вулиці.

## Галерея

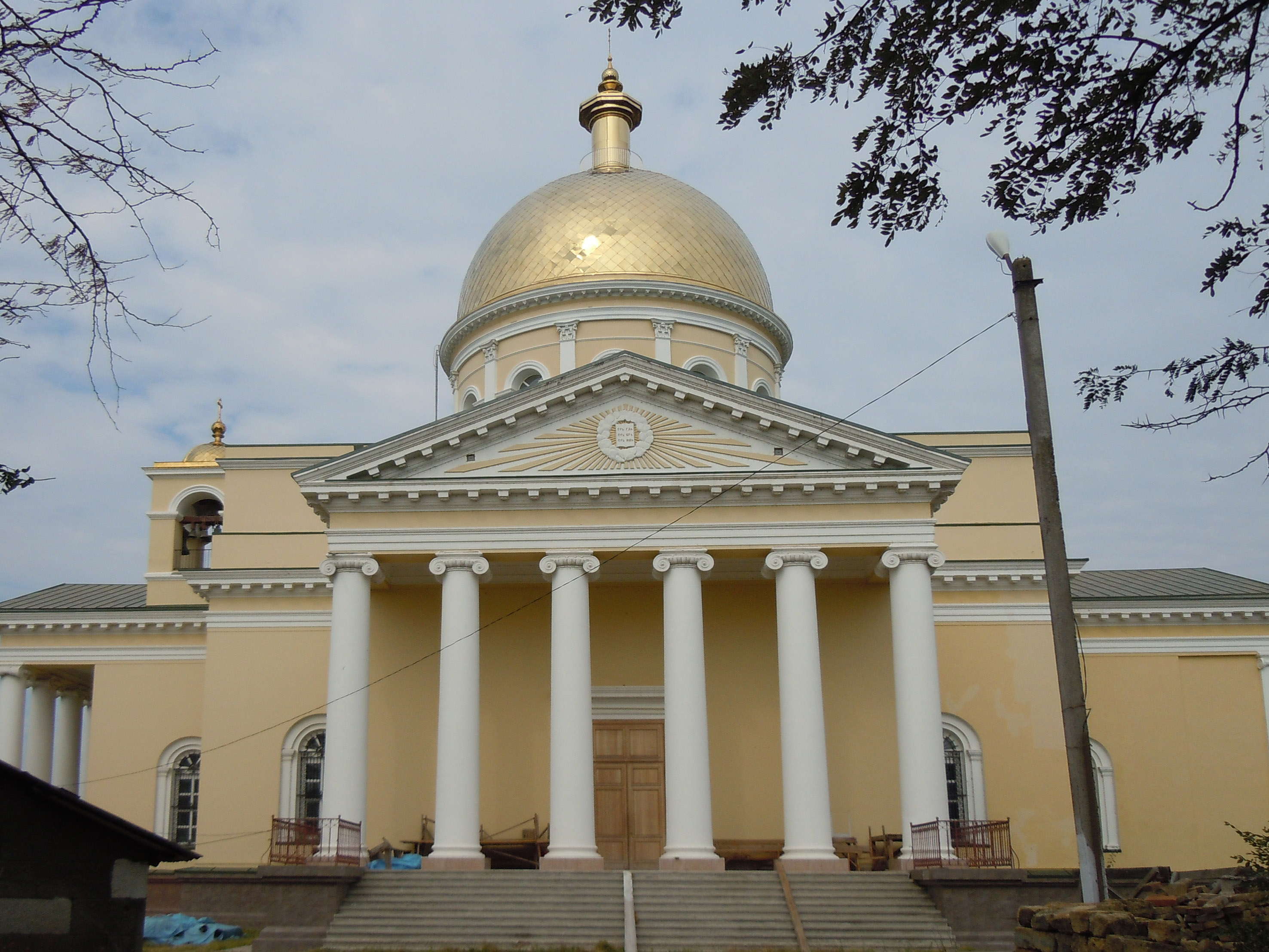
Спасо-Преображенський собор, на честь якого названий проспект
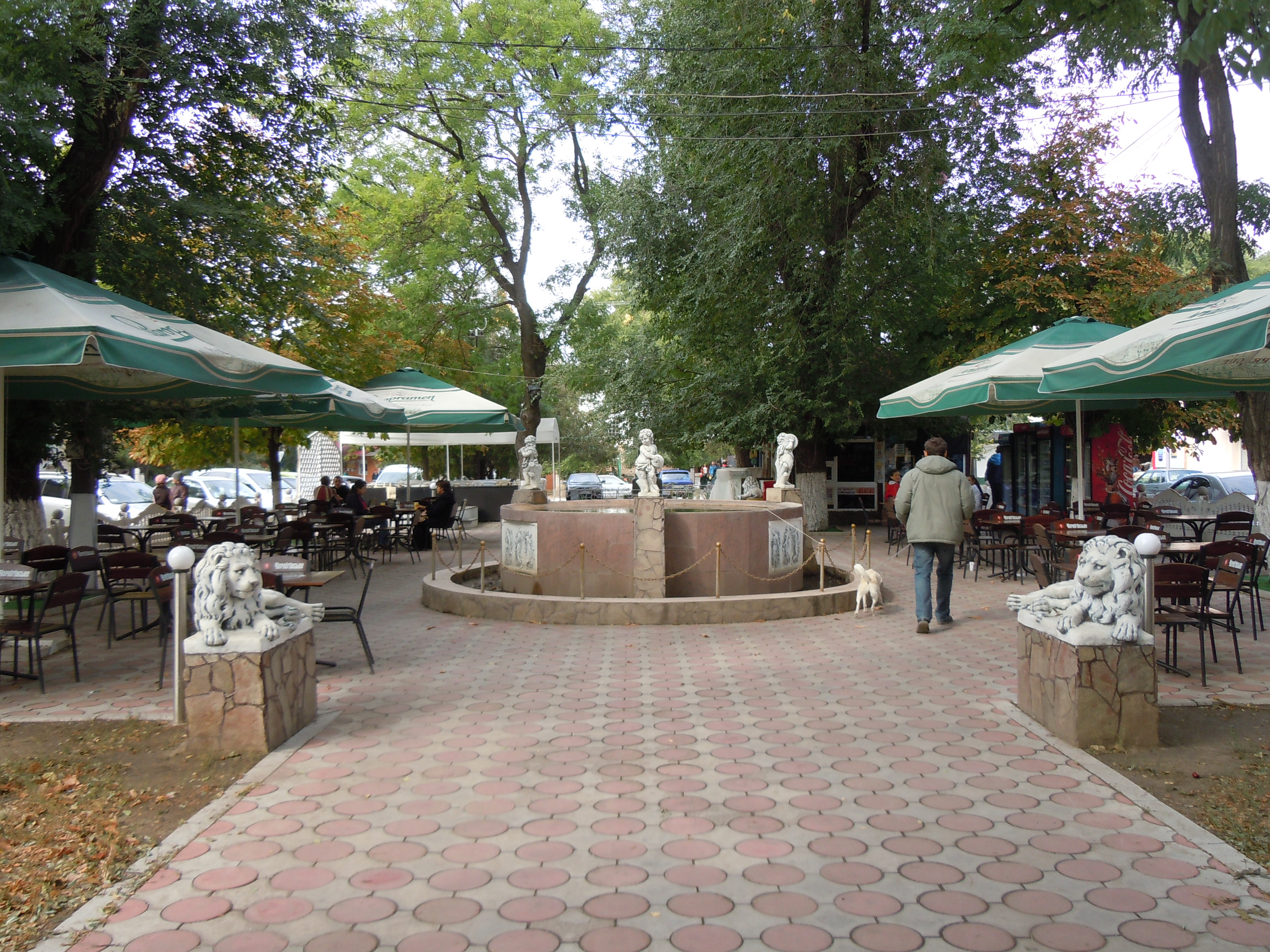
Пішохідна алея
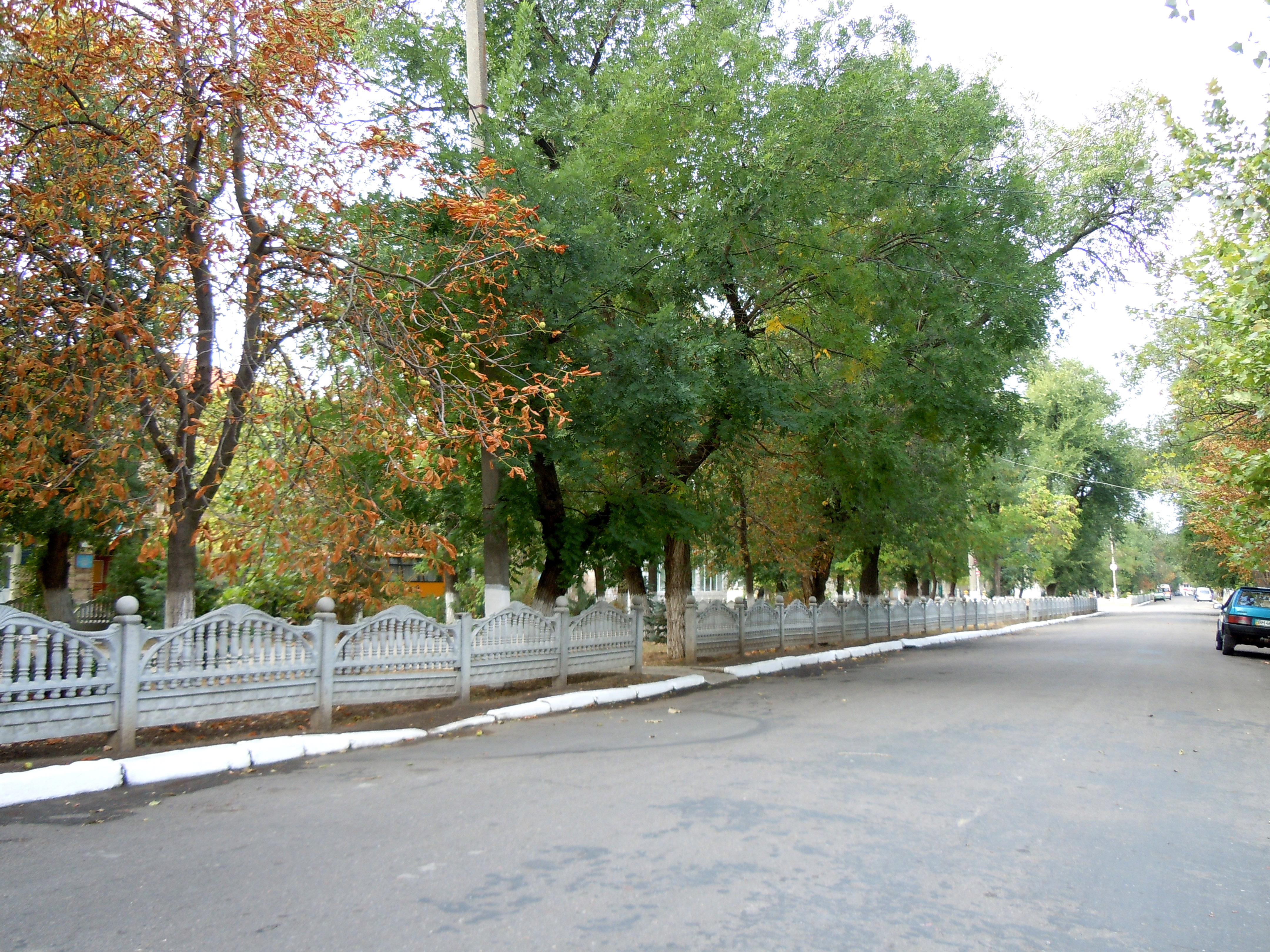
Проїзна частина проспекту
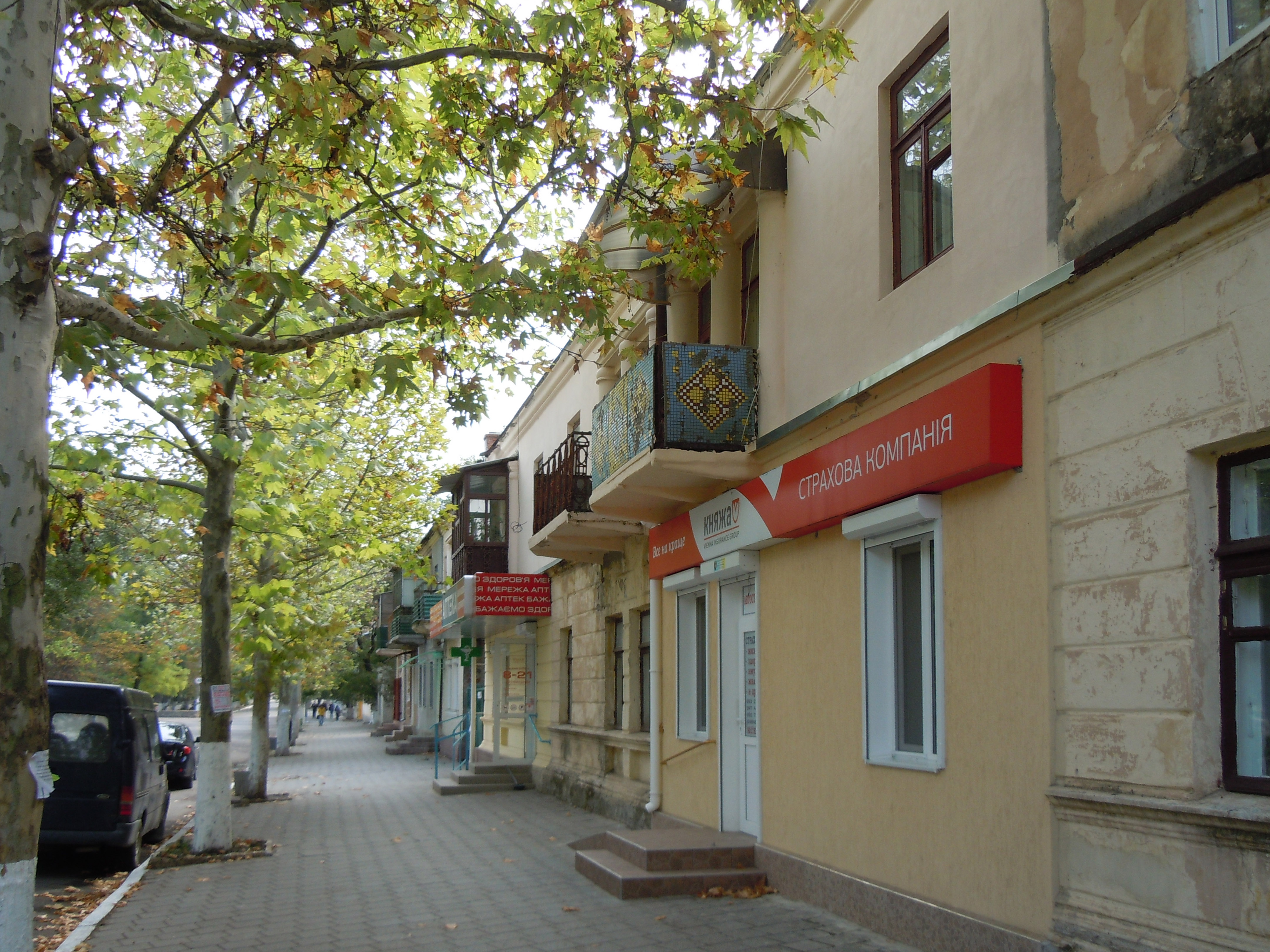
Тротуар
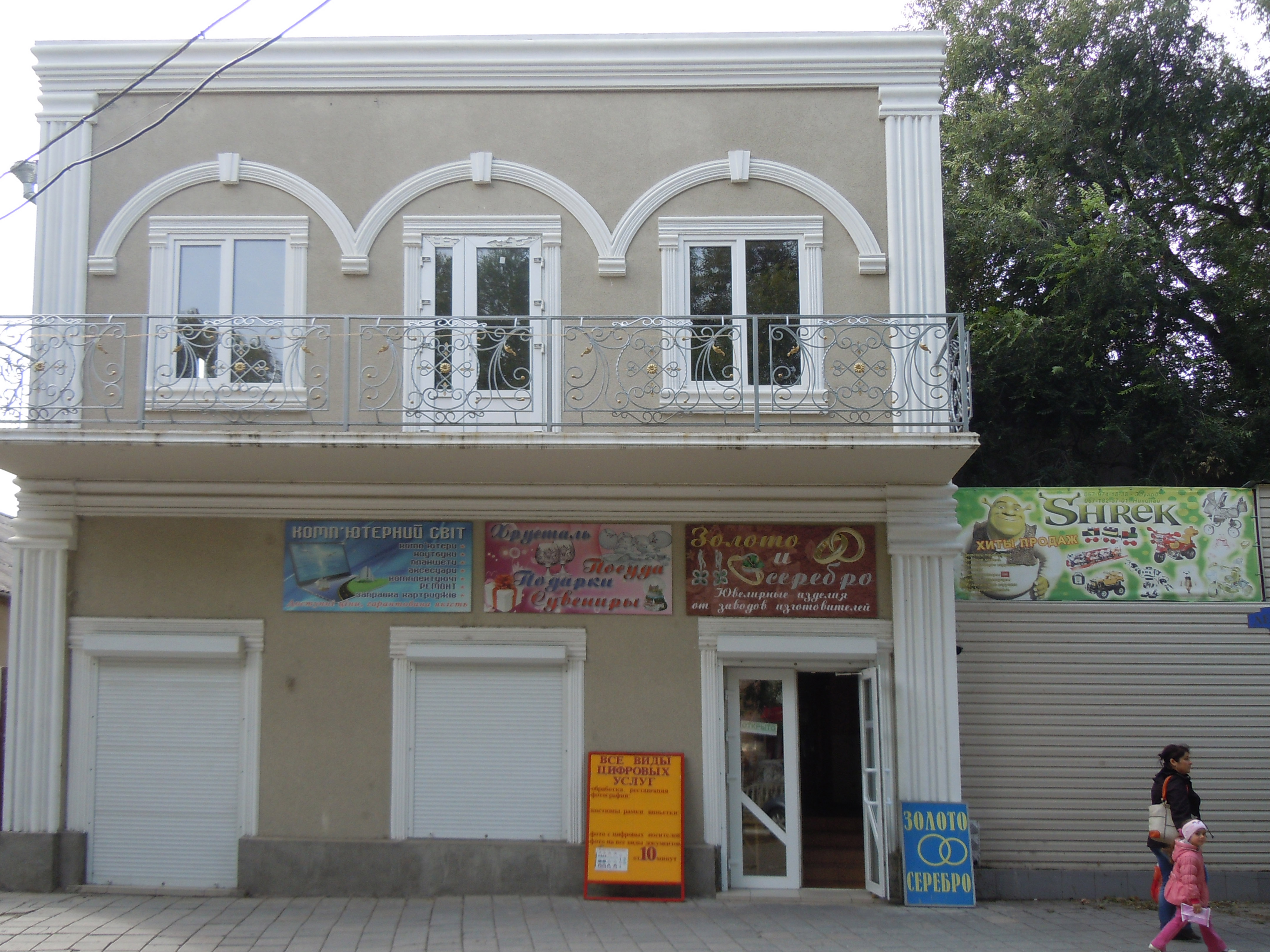
Винний погріб (просп. Соборний, 120А)

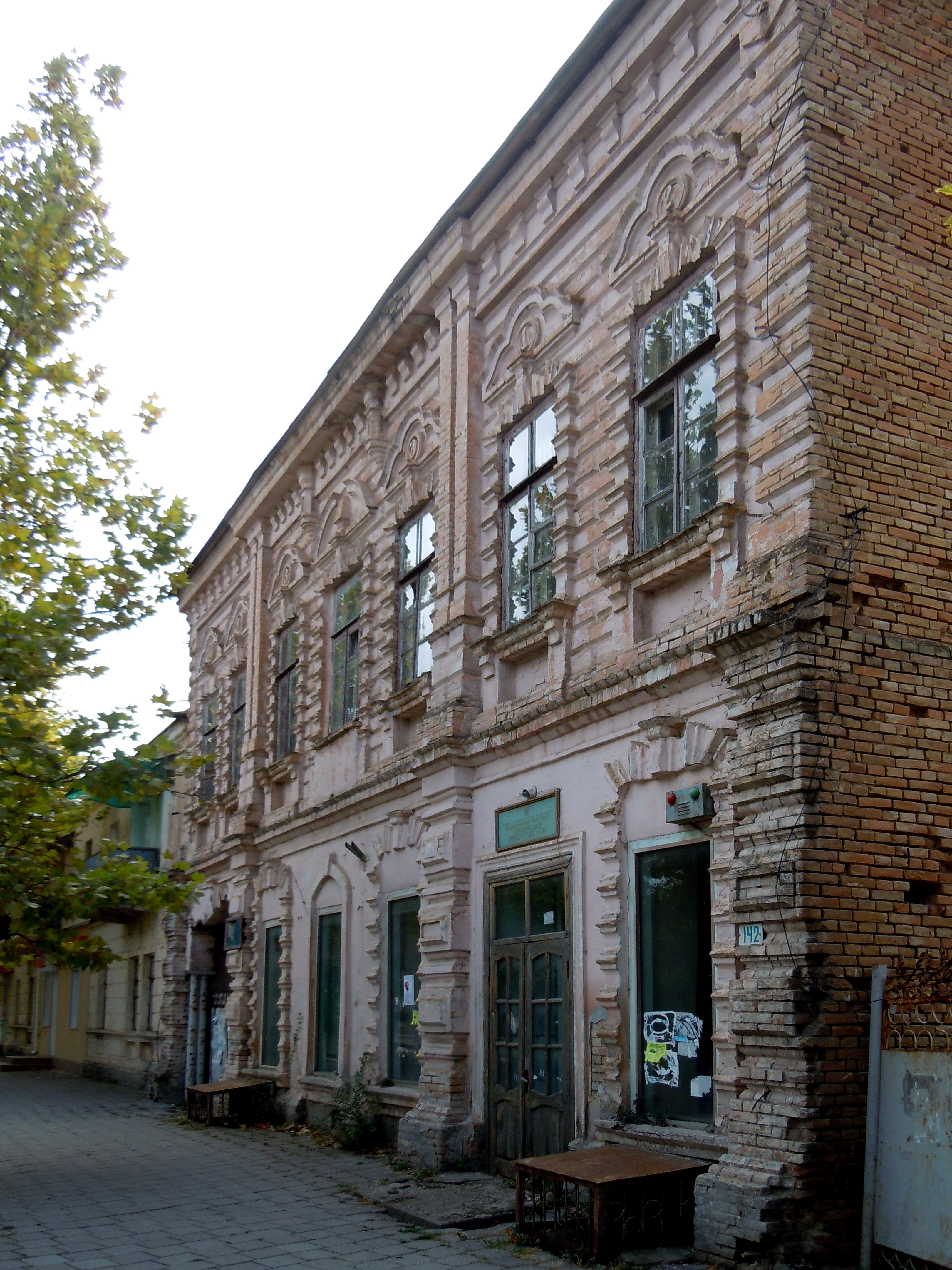
Проспект Соборний, 142
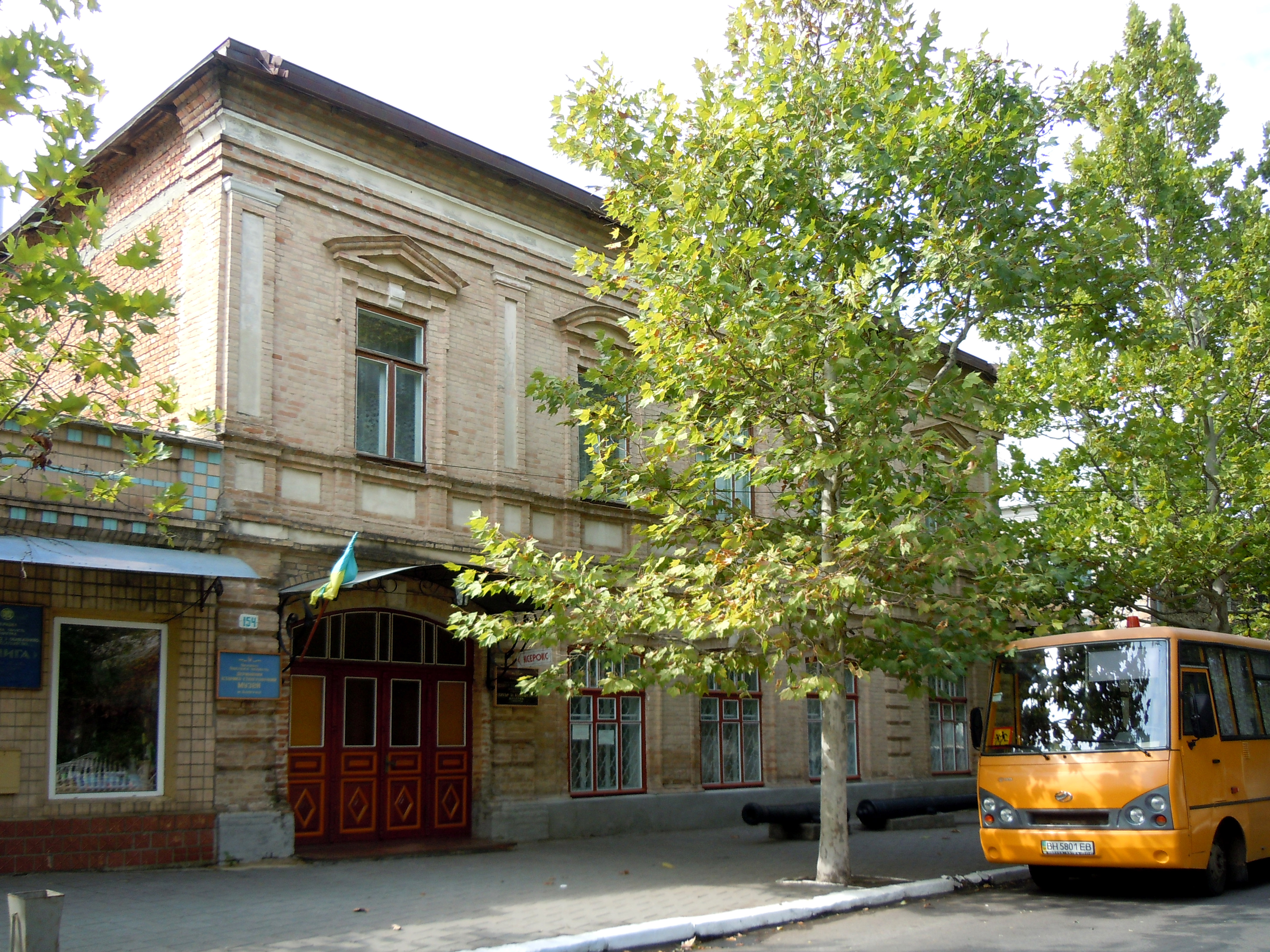
Історико-етнографічний музей (просп. Соборний, 154)
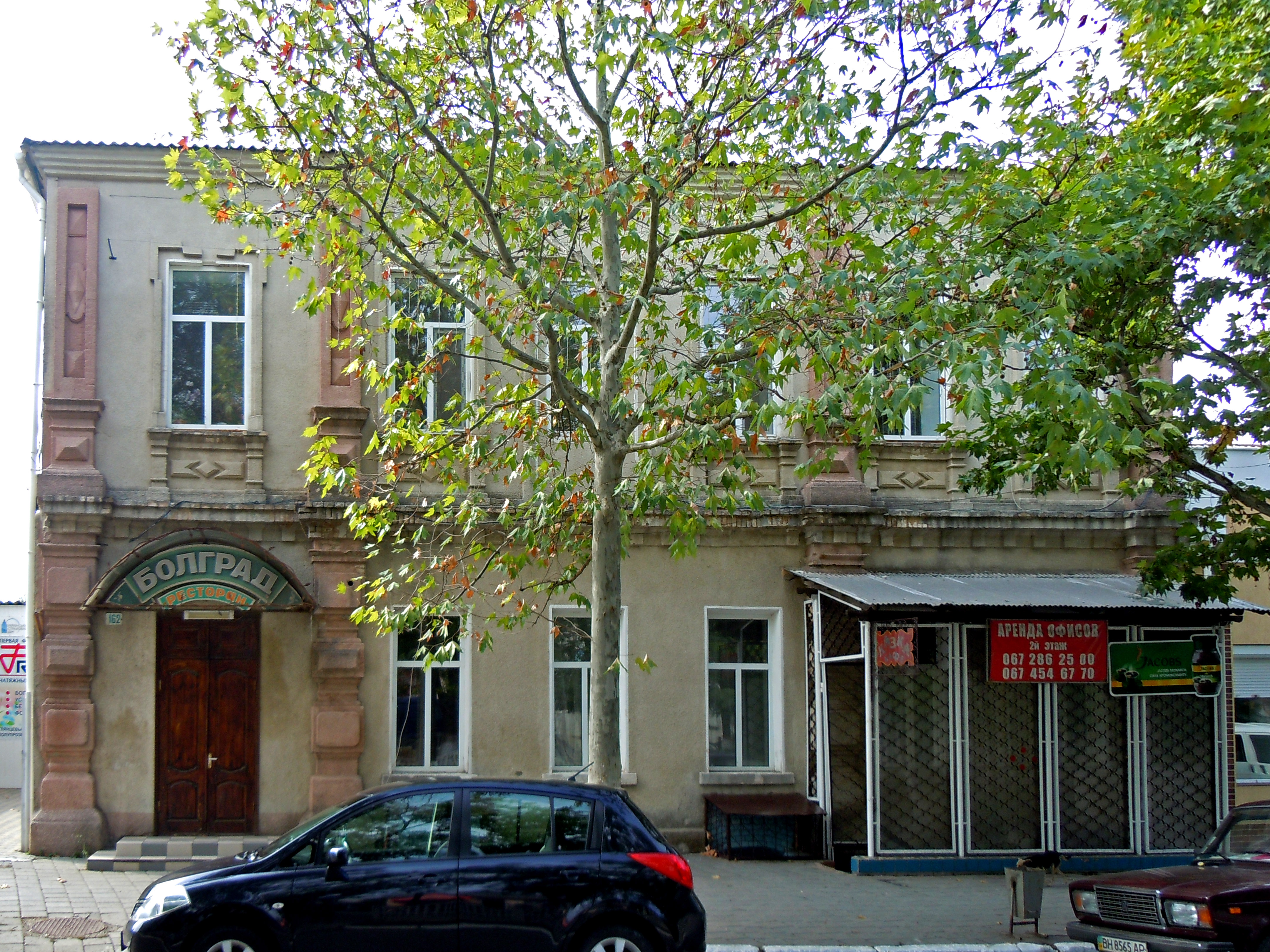
Будівля ресторану (просп. Соборний, 160)
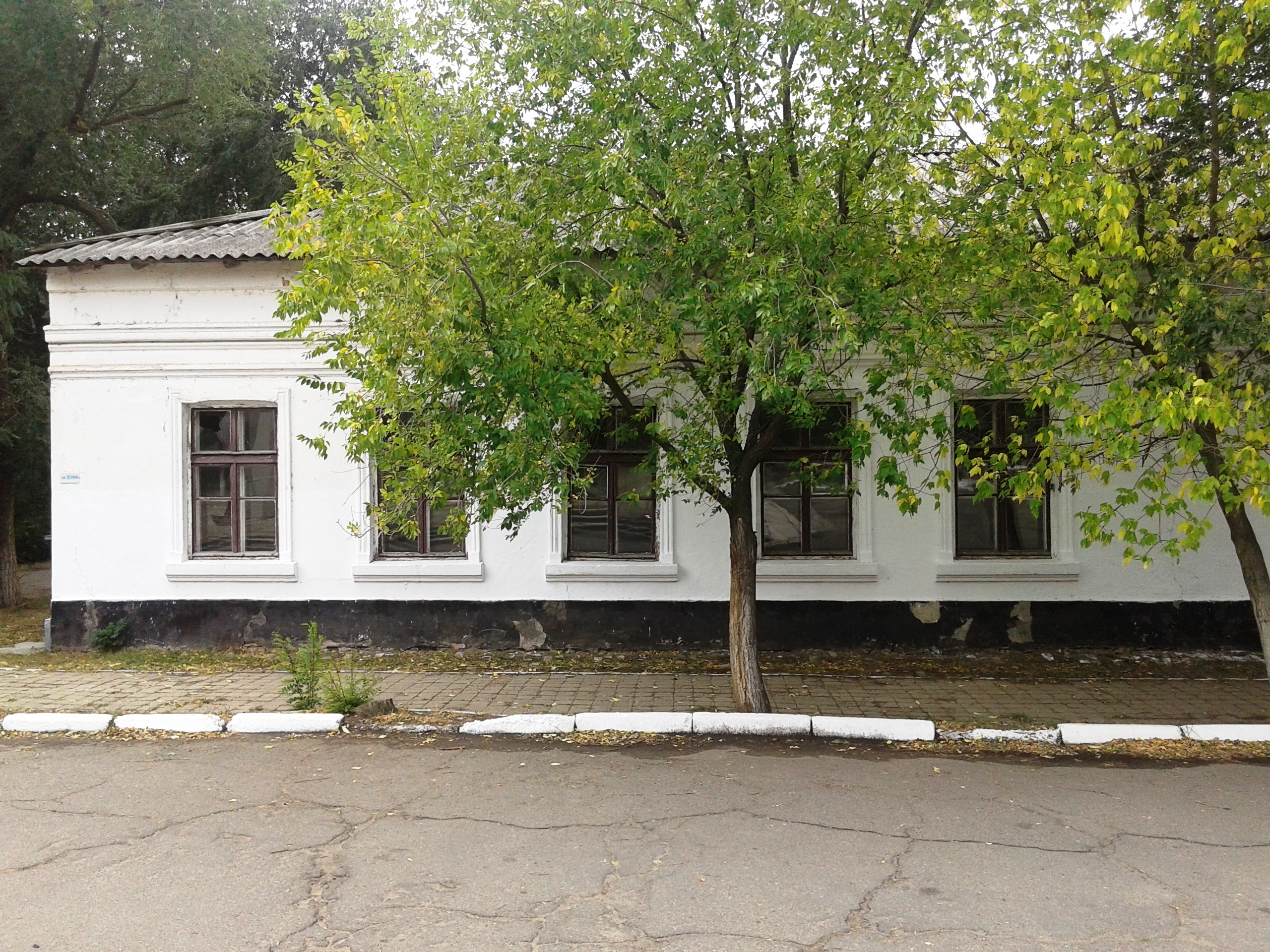
Шпиталь Міністерства оборони (просп. Соборний, 166)
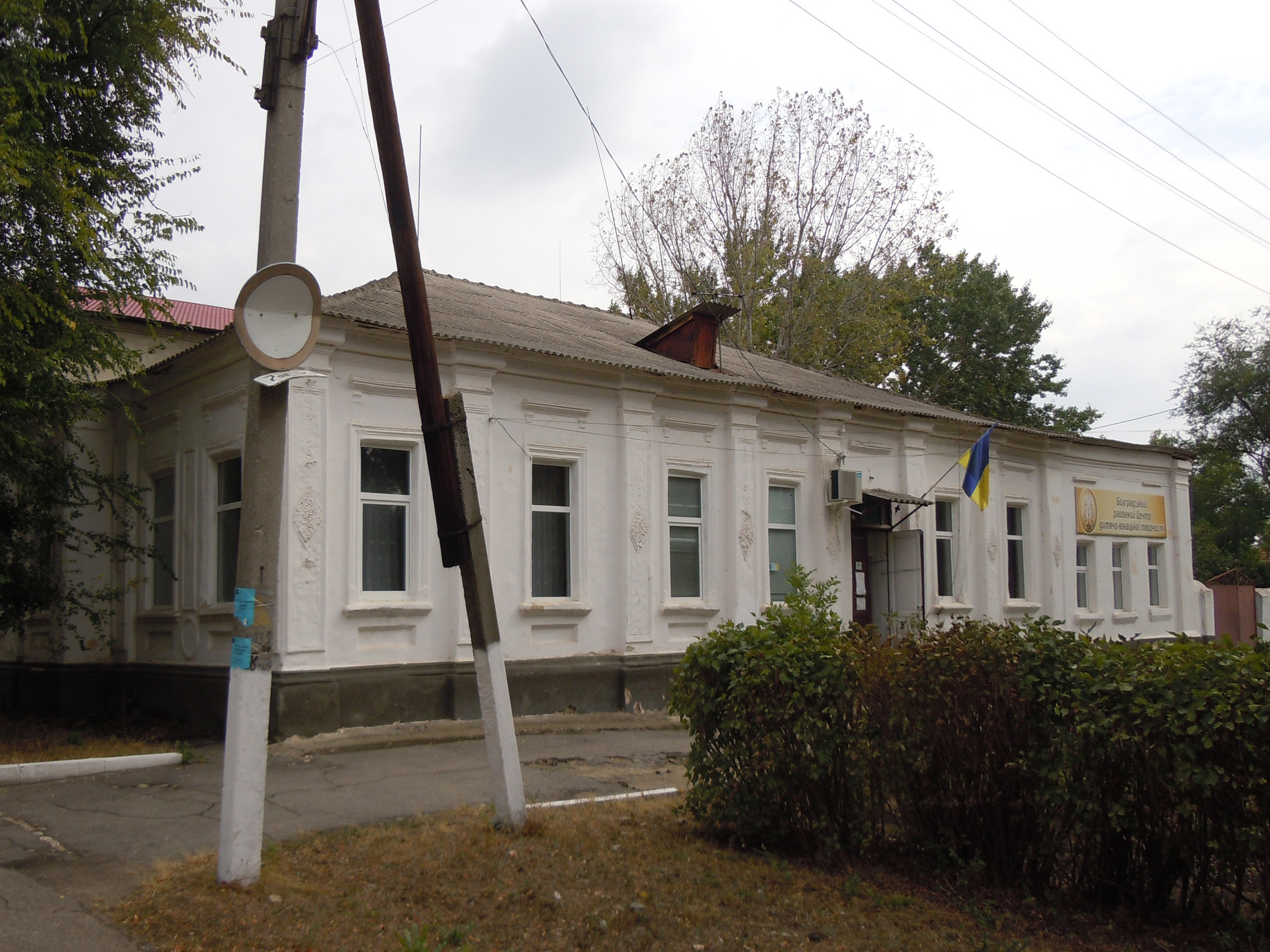
Центр дитячої та юнацької творчості (просп. Соборний 151)
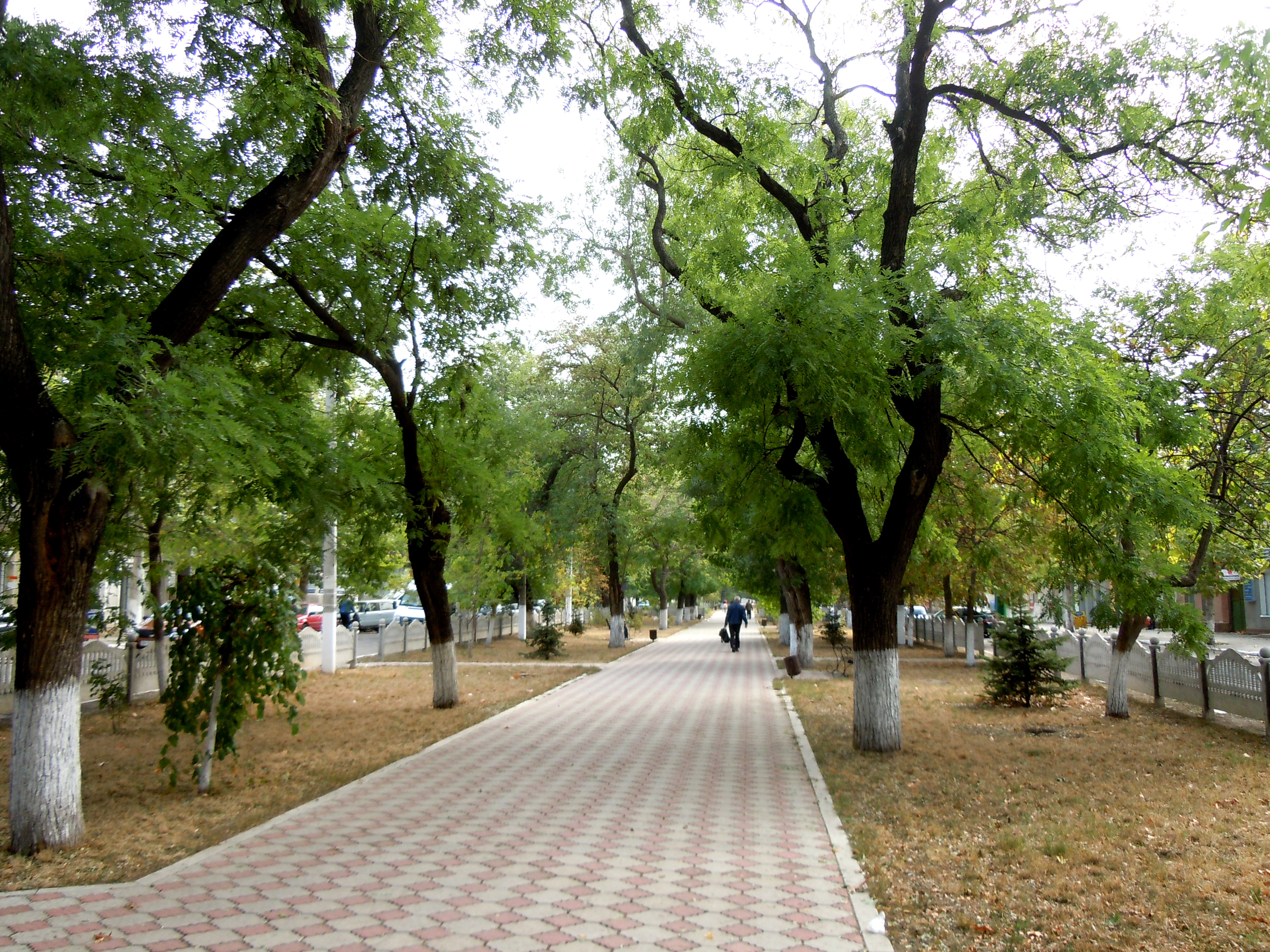
Зелена зона із пішохідною алеєю посеред проспекту

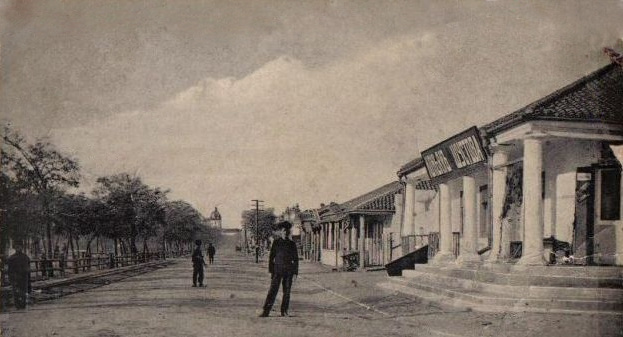
Вигляд вул. Бульварної до 1917 р.
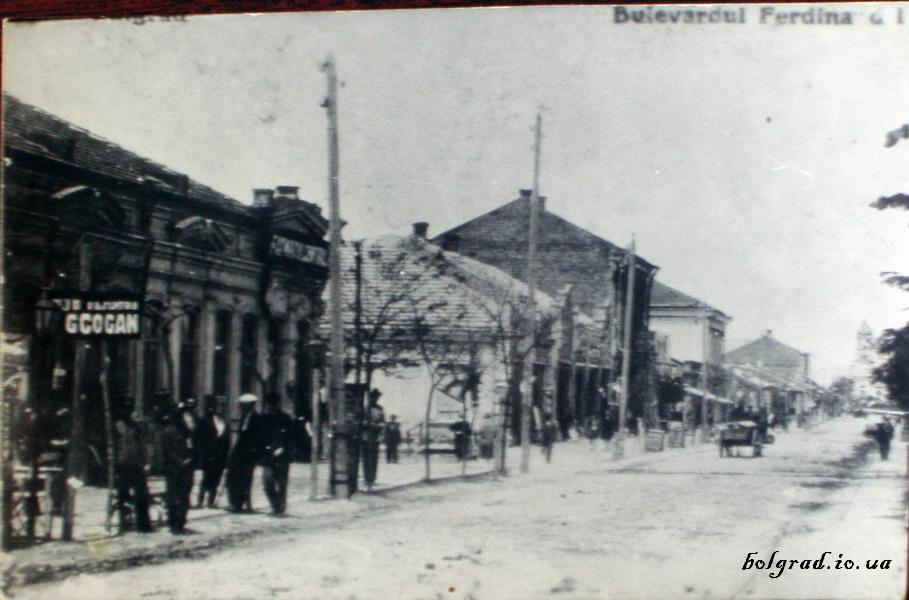
Бульвар Фердінанда I (Bulevardul Ferdinand I) до 1941 р.